# Osbornellus arboropictus
Osbornellus arboropictus är en insektsart som beskrevs av Dlabola 1984. Osbornellus arboropictus ingår i släktet Osbornellus och familjen dvärgstritar. Inga underarter finns listade i Catalogue of Life.